# ジョン・ディクスン・カー
ジョン・ディクスン・カー（John Dickson Carr, 1906年11月30日 - 1977年2月27日）はアメリカ合衆国の小説家である。本格推理小説の作家で密室殺人の第一人者。筆名カーター・ディクスン (Carter Dickson) でも知られる。日本では80冊を超える著書のほとんどに翻訳がある。

## 経歴
ペンシルベニア州ユニオンタウン生まれ。少年時代はスポーツの傍ら大デュマ、コナン・ドイル、チェスタトンなどを耽読した。1921年にハイスクールの同人誌に掲載した推理小説が最初の創作である。ハバフォード大学に進学後も同様に歴史小説や推理小説を発表した。2年で中退しパリに遊学した。
帰国後1930年『夜歩く』でプロデビュー。怪事件の連続と多様なトリック、複雑な話を読ませる筆力で地歩を築く。1932年英国人と結婚して渡英。英国が舞台になっても米語表現や米国人の登場が多く、作者は元在米英国人や英国に帰化などと誤解された。1933年に違う版元とも契約し『弓弦城殺人事件』を書く。同書の米版は本名同然のカー・ディクスン (Carr Dickson) 名義で従来の出版社が抗議、筆名はカーター・ディクスンに変えた。1934年にはロジャー・フェアベーン (Roger Fairbairn) の名で時代小説を刊行。1936年英国ディテクションクラブの会員になる。1949年にアメリカ探偵作家クラブ（MWA）の会長となる。
第二次世界大戦の勃発で帰国もBBCの要請で再び渡英、ラジオドラマの脚本を多数執筆した。空襲で家を失い、戦後の物不足と労働党政権になじめず、1947年ニューヨーク州に移住。グリーンビル (サウスカロライナ州) に定住するまで移住を重ねる。1963年に半身不随となっても執筆を続け、創作を断念した晩年も、『エラリー・クイーンズ・ミステリ・マガジン』で月評「陪審席」 (The Jury Box) を、1977年に肺ガンで死去する直前まで連載した。
1950年に公認の伝記『コナン・ドイル』がMWA賞特別賞、1963年に同グランドマスター賞、1969年に『火よ燃えろ！』がフランス推理小説大賞外国作品賞、1970年に40年の作家活動により再び特別賞を受賞した。

## 著書リスト
自費出版、再録主体の作品集、日本語以外の翻訳は割愛。邦題は最新を優先。筆名で刊行の書目は姓を付記。原題は最初に世に出た単行本。 

### 長編

#### アンリ・バンコランもの
- 1930年 It Walks by Night 『夜歩く』[別題 1]
- 1931年 The Lost Gallows 『絞首台の謎』 [別題 2]
- 1931年 Castle Skull 『髑髏城』 [別題 3]
- 1932年 The Corpse in the Waxworks 『蠟人形館の殺人』[別題 4]
- 1937年 The Four False Weapons 『四つの凶器』[別題 5]

#### ギデオン・フェル博士もの
- 1933年 Hag's Nook 『魔女の隠れ家』[別題 6]
- 1933年 The Mad Hatter Mystery 『帽子蒐集狂事件』[別題 7]
- 1934年 The Eight of Swords 『剣の八』
- 1934年 The Blind Barber 『盲目の理髪師』[別題 8]
- 1935年 Death-Watch 『死時計』[別題 9]
- 1935年 The Three Coffins 『三つの棺』[別題 10]
- 1936年 The Arabian Nights Murder 『アラビアンナイトの殺人』[別題 11]
- 1937年 To Wake the Dead 『死者はよみがえる』[別題 12]
- 1938年 The Crooked Hinge 『曲がった蝶番』[別題 13]
- 1939年 The Problem of the Green Capsule 『緑のカプセルの謎』[別題 14]
- 1939年 The Problem of the Wire Cage 『テニスコートの殺人』[別題 15]
- 1940年 The Man Who Could Not Shudder 『幽霊屋敷』[別題 16]
- 1941年 The Case of the Constant Suicides 『連続自殺事件』[別題 17]
- 1941年 Death Turns the Table 『猫と鼠の殺人』[別題 18]
- 1944年 Till Death Do Us Part 『死が二人をわかつまで』[別題 19]
- 1946年 He Who Whispers 『囁く影』
- 1947年 The Sleeping Sphinx 『眠れるスフィンクス』
- 1949年 Below Suspicion 『疑惑の影』
- 1958年 The Dead Man's Knock 『死者のノック』
- 1960年 In Spite of Thunder 『雷鳴の中でも』
- 1965年 The House at Satan's Elbow 『悪魔のひじの家』
- 1966年 Panic in Box C 『仮面劇場の殺人』
- 1967年 Dark of the Moon 『月明かりの闇』

#### ヘンリー・メリヴェール卿もの（ディクスン名義）
- 1934年 The Plague Court Murders 『黒死荘の殺人』[別題 20]
- 1934年 The White Priory Murders 『白い僧院の殺人』[別題 21]
- 1935年 The Red Widow Murders 『赤後家の殺人』[別題 22]
- 1935年 The Unicorn Murders 『一角獣の殺人』[別題 23]
- 1936年 The Magic Lantern Murders 『パンチとジュディ』
- 1937年 The Peacock Feather Murders 『孔雀の羽根』
- 1938年 The Judas Window 『ユダの窓』
- 1938年 Death in Five Boxes 『五つの箱の死』
- 1939年 The Reader Is Warned 『読者よ欺かるるなかれ』[別題 24]
- 1940年 And So to Murder 『かくして殺人へ』
- 1940年 Nine-and Death Makes Ten 『九人と死で十人だ』[別題 25]
- 1941年 Seeing Is Believing 『殺人者と恐喝者』[別題 26]
- 1942年 The Gilded Man 『仮面荘の怪事件』[別題 27]
- 1943年 She Died a Lady 『貴婦人として死す』
- 1944年 He Wouldn't Kill Patience 『爬虫類館の殺人』[別題 28]
- 1945年 The Curse of the Bronze Lamp 『青銅ランプの呪』
- 1946年 My Late Wives 『青ひげの花嫁』[別題 29]
- 1948年 The Skeleton in the Clock 『時計の中の骸骨』
- 1949年 A Graveyard to Let 『墓場貸します』
- 1950年 Night at the Mocking Widow 『魔女が笑う夜』[別題 30]
- 1952年 Behind the Crimson Blind 『赤い鎧戸のかげで』
- 1953年 The Cavalier's Cup 『騎士の盃』

#### 時代推理小説
- 1934年 Devil Kinsmere - フェアベーン名義
- 1950年 The Bride of Newgate 『ニューゲイトの花嫁』
- 1951年 The Devil in Velvet 『ビロードの悪魔』
- 1955年 Captain Cut-Throat 『喉切り隊長』
- 1956年 Fear Is the Same 『恐怖は同じ』 - ディクスン名義
- 1957年 Fire, Burn! 『火よ燃えろ！』
- 1959年 Scandal at High Chimneys 『ハイチムニー荘の醜聞』
- 1961年 The Witch of the Low-Tide 『引き潮の魔女』
- 1962年 The Demoniacs 『ロンドン橋が落ちる』
- 1964年 Most Secret 『深夜の密使』 - Devil Kinsmere の改訂版。
- 1968年 Papa Là-Bas 『ヴードゥーの悪魔』
- 1969年 The Ghosts' High Noon 『亡霊たちの真昼』
- 1971年 Deadly Hall 『死の館の謎』
- 1972年 The Hungry Goblin 『血に飢えた悪鬼』

#### ノン・シリーズ
- 1932年 Poison in Jest 『毒のたわむれ』
- 1933年 The Bowstring Murders 『弓弦城殺人事件』[別題 31][3] - ディクスン名義
- 1937年 The Burning Court 『火刑法廷』[3]
- 1937年 The Third Bullet 『第三の銃弾』[別題 32] - ディクスン名義
- 1942年 The Emperor's Snuff-Box 『皇帝のかぎ煙草入れ』[別題 33][3]
- 1952年 The Nine Wrong Answers 『九つの答』
- 1956年 Patrick Butler for the Defence 『バトラー弁護に立つ』[3]

### 短編集
- 1940年 The Department of Queer Complaints[4] 『カー短編全集1 不可能犯罪捜査課』 [別題 34]
- 1947年 Dr.Fell, Detective and Other Stories
- 1954年 The Third Bullet and Other Stories
- 1963年 The Men Who Explained Miracles

以上3冊は日本では『カー短編全集2 妖魔の森の家』『カー短編全集3 パリから来た紳士』の2冊にまとめられている。
- 1980年 The Door to Doom and Other Detections 『カー短編全集4 幽霊射手』『カー短編全集5 黒い塔の恐怖』
- 1999年 『グラン・ギニョール』 -  日本で独自に編集。
- 2022年 The Kindling Spark: Early Tales of Mystery, Horror, and Adventure

### ラジオ・ドラマ集
- 1983年 The Dead Sleep Lightly 『カー短編全集6 ヴァンパイアの塔』
- 1994年 Speak of the Devil 『幻を追う男』
- 2020年 The Island of Coffins and Other Mysteries from the Casebook of Cabin B-13

### その他
- 1936年 The Murder of Sir Edmund Godfrey 『エドマンド・ゴドフリー卿殺害事件』 - 実話
- 1949年 The Life of Sir Arthur Conan Doyle 『コナン・ドイル』 - 伝記
- 2004年 The Helmsmen of Atlantis and Other Poems - 詩集

### 共著
- 1939年 Fatal Descent 『エレヴェーター殺人事件』 - 長編小説。ジョン・ロードとディクスン名義で合作。
- 1954年 The Exploits of Sherlock Holmes 『シャーロック・ホームズの功績』 - アドリアン・コナン・ドイルの短編集。一部を合作。
- 1984年 Crime on the Coast & No Flowers by Request 『殺意の海辺』 - 連作集。一編に参加。
- 2008年 13 to the Gallows - 戯曲集。一部はヴァル・ギールグッドと合作。

## 作風
「密室派 (Locked Room School)の総帥」「密室の王者」の異名を持つ。一貫して密室殺人他、人には不可能なはずの犯罪を披露し続けた。『三つの棺』の第17章「密室の講義」は、密室トリックを分類したエッセイとして知られる。
初期作品はマジックショーにたとえられた。演目は怪奇趣味で奇妙な装置とグロテスクな配役を取り合わせる。種明かしはことさら曲がりくねった道筋を示す。二つの名義は、カーが謎が謎を呼ぶ状況、ディクスンは常套プラス密室殺人と使い分けた。バーレスク調や一度きりの試みも手掛ける。伏線が巧みで説得力皆無でも理解不能には至らない。第三者の介在や偶然の乱用、動機づけが薄弱で不合理に陥る、トリッキーに過ぎてアンフェア、戯作調の文章が泥臭い、ユーモアのセンスが異常、登場人物が千篇一律、など欠陥も指摘された。
40年代のカー名義は怪奇趣味を抑え、感情のもつれとサスペンスの醸成に力を入れてややシンプルでスマートになった。ディクスン名義はスラップスティックが基調をなす。50年代以降は同時代への嫌悪と過去への憧れが嵩じて時代推理中心になる。特徴はレギュラー探偵がなく年代が1670年から1927年と広い、巻末に「好事家のためのノート (Notes for the Curious)」と題する注釈を付すことである。初期の時代物は古い時代を描きスリラー寄り、後期は現代に近づき内容は純然たる本格推理小説である。
パロディやパスティーシュは多い。日本への紹介は第二次大戦後進んだ。江戸川乱歩は「密室の講義」から「類別トリック集成」を着想しエッセイ「カー問答」で称揚した。横溝正史は本格推理作家として再出発する際の影響を語った。その後も一定の人気がある。

## 探偵役
探偵役は片言隻句から手口や動機に思い至り事件の全体像を一気に把握する。デビュー前の中短編と最初期の長編はパリの予審判事アンリ・バンコランが登場する。冷笑的でサディスティックな性格に作者が満足せず後に以前の姿は演技と述懐させた。続く英国人のギデオン・フェル博士とヘンリー・メリヴェール卿は長く活躍する。フェルはカー名義に登場する歴史学者。蓬髪と山賊髭にリボンのついた眼鏡をかけ、巨体を二本のステッキで支える。丁寧なしゃべり方に咳払いや独自の間投詞をはさむ。メリヴェールはディクスン名義に登場、頭文字H・Mでも名が通る。やはり肥満体に眼鏡だが髪や髭はない。陸軍省の情報機関長で医師と法廷弁護士の資格を持つ。Gドロッピング式の粗いしゃべり方でスラップスティックの主役も張る。ディクスン名義には奇妙な訴えを扱うロンドン警視庁D3課の課長マーチ大佐の連作短編もある。ダグラス・G・グリーンはバンコランは魔王で他の探偵はエクソシストと評した。フェルのモデルはチェスタトン、マーチはジョン・ロード、H・Mはウィンストン・チャーチル説や作者の父説がある。他ユーモラスな探偵の第1号『毒のたわむれ』のパット・ロシター、度外れた自信家で『疑惑の影』に登場後『バトラー弁護に立つ』で探偵役になるパトリック・バトラーなどがいる。

### 別題
1. ↑  『夜あるく』『夜歩くもの―オオカミ男殺人事件』
2. ↑  『絞首台の秘密』
3. ↑  『どくろ城』
4. ↑  『蝋人形館の殺人』『ろう人形館の殺人』『ろう人形館の恐怖』
5. ↑  『四つの兇器』
6. ↑  『魔女のかくれ家』『妖女の隠れ家』
7. ↑  『帽子収集狂事件』
8. ↑  『ビクトリア号の殺人』『ビクトリア号怪事件』
9. ↑  『死の時計』
10. ↑  『魔棺殺人事件』
11. ↑  『アラビアン・ナイト殺人事件』
12. ↑  『死人を起す』『二つの腕輪』
13. ↑  『曲った蝶番』『動く人形のなぞ』『踊る人形の謎』
14. ↑  『緑のカプセル』
15. ↑  『テニスコートの謎』『足跡のない殺人』
16. ↑  『震えない男』
17. ↑  『連続殺人事件』『古城の連続殺人』
18. ↑  『嘲るものの座』
19. ↑  『毒殺魔』
20. ↑  『プレーグ・コートの殺人』『黒死荘』『黒死荘殺人事件』
21. ↑  『修道院の殺人』『修道院殺人事件』
22. ↑  『赤後家怪事件』
23. ↑  『一角獣の怪』『一角獣殺人事件』
24. ↑  『読者よ欺かるる勿れ』『予言殺人事件』
25. ↑  『九人と死人で十人だ』
26. ↑  『この目で見たんだ』
27. ↑  『メッキの神像』
28. ↑  『爬虫館殺人事件』『彼が蛇を殺すはずはない』
29. ↑  『別れた妻たち』
30. ↑  『わらう後家』
31. ↑  『黒い密室』
32. ↑  『第三の弾丸』
33. ↑  『皇帝の嗅煙草入』『皇帝の嗅煙草入れ』『皇帝のかぎタバコ入れ』『皇帝の嗅ぎ煙草入れ』
34. ↑  『カー短編集1』
35. ↑  『カー短編集2』
36. ↑  『カー短編集3』